# Belisana bohorok
Belisana bohorok is een spinnensoort uit de familie trilspinnen (Pholcidae). De soort komt voor in Maleisië, Sumatra en Borneo.